# Kristina Gadschiew
Kristina Gadschiew (ur. 3 lipca 1984) – niemiecka lekkoatletka, specjalizująca się w skoku o tyczce.

## Osiągnięcia
- srebro Uniwersjady (Bangkok 2007)
- 5. miejsce podczas halowych mistrzostw Europy (Turyn 2009)
- brązowy medal Uniwersjady (Belgrad 2009)
- 10. lokata na mistrzostwach świata (Berlin 2009)
- 7. miejsce halowych mistrzostw świata (Doha 2010)
- brąz halowych mistrzostw Europy (Paryż 2011)
- 10. lokata na mistrzostwach świata (Daegu 2011)
- 7. miejsce na halowych mistrzostwach Europy (Göteborg 2013)
- 10. miejsce na mistrzostwach świata (Moskwa 2013)

## Rekordy życiowe
- skok o tyczce (stadion) – 4,61 (2013)
- skok o tyczce (hala) – 4,66 (2011)